# Поволозка
Поволозка — река в России, протекает по Любимскому району Ярославской области; приток реки Куза.
Сельские населённые пункты около реки: Конеево, Троица, Плетенево, Василево, Мельцево, Охлопково.